# Marhaň
Marhaň és un poble i municipi d'Eslovàquia. Es troba a la regió de Prešov, al nord del país.

## Història
La primera referència escrita de la vila data del 1277.

## Demografia
| Godina             | 1994 | 2004   | 2014   | 2024   |
| ------------------ | ---- | ------ | ------ | ------ |
| Nombre de persones | 885  | 938    | 965    | 955    |
| Diferència         |      | +5,98% | +2,87% | −1,03% |

| Godina             | 2023 | 2024   |
| ------------------ | ---- | ------ |
| Nombre de persones | 951  | 955    |
| Diferència         |      | +0,42% |